# نفیسه روشن
نفیسه روشن (زادهٔ ۱۳ اردیبهشت ۱۳۶۱) بازیگر ایرانی است. فعالیت حرفه‌ای او با بازی در مجموعهٔ روزهای به‌یادماندنی شروع شد که در سال ۱۳۸۲ به نمایش درآمد، اما با بازی در مجموعهٔ تلویزیونی اغما به شهرت رسید.

## زندگی
نفیسه روشن در خانواده ۵ نفره به دنیا آمده، فرزند اول خانواده بوده و پدرش مهندس پرواز در نیروی هوایی ارتش و مادرش خانه‌دار و دو برادر کوچکتر از خود به نام‌های میلاد و مسعود دارد که آنها نیز به عنوان خلبان و مهندس پرواز در نیروی هوایی فعالیت دارند.
روشن در سال ۱۳۹۱ با یک خلبان هواپیمای مسافربری به‌نام بهنام ازدواج کرد، از سال ۱۳۹۹ خبری مبنی بر جدایی آن‌ها مطرح شد. او که در سال ۱۴۰۰ به کربلا سفر کرده بود، پس از بازگشت به کشور، با انتشار تصاویری در استوری اینستاگرامش از جمله عکسی از حلقهٔ ازدواجش از ازدواج دوبارهٔ خود خبر داد. در شهریور ۱۴۰۲ شایعه ازدواج دوباره او با همسر سابقش در فضای مجازی منتشر شد اما او با تکذیب این خبر اعلام کرد به رابطه تمام شده بازنمی‌گردد.

## تعرض
در خرداد ۱۴۰۴، روشن در استوری‌های حساب اینستاگرامی خود از تجربه خفت‌گیری در اتوبان چمران خبر داد. او با عصبانیت از درگیری با فرد ناشناسی گفت که سعی داشت او را تهدید کند، اما دوربین ثبت وقایع خودرو، چهره و پلاک فرد را ضبط کرد. روشن از ناامنی زنان در خیابان‌ها انتقاد کرد و گفت به دلیل تکرار این حوادث، دیگر سکوت نمی‌کند و موضوع را با پلیس پیگیری کرده است. او همچنین از نصب دوربین در خودرو پس از تجربه مشابه در سال ۱۴۰۲ خبر داد و از مردم خواست برای امنیت بیشتر از این دوربین‌ها استفاده کنند.

## فیلم‌شناسی

### فیلم‌ها
| سال  | عنوان                | کارگردان          | نقش           |
| ---- | -------------------- | ----------------- | ------------- |
| ۱۴۰۳ | دارچین تلخ           | نیما هاشمی        |               |
| ۱۳۹۷ | با تو می‌مانم         | محمدرضا یکانی     |               |
| ۱۳۹۶ | لازانیا              | حسین قناعت        | سحر           |
| ۱۳۹۶ | تخته گاز             | محمد آهنگرانی     | دکتر روان‌شناس |
| ۱۳۹۵ | زیر سقف دودی         | پوران درخشنده     | آرایشگر       |
| ۱۳۹۵ | مایا ببر مازندران    | هادی رحیمی خواص   |               |
| ۱۳۹۴ | باران تابستانی       | رضا محمدی         |               |
| ۱۳۹۴ | در راه خانه عروس     | افشین صادقی       |               |
| ۱۳۹۴ | پلکان مرگ            | عباس مرادیان      |               |
| ۱۳۹۳ | پاشنه بلند ۲         | محسن منشی زاده    | سحر           |
| ۱۳۹۳ | بلوف ۲۰۱۴            | محسن درمنش        |               |
| ۱۳۹۲ | تتل و راز صندوقچه    | وحید گلستان       |               |
| ۱۳۹۱ | شاه دزد              | سید محسن میرحسینی |               |
| ۱۳۹۰ | گنجشک و قناری        | رحیم بهبودی فر    | اکرم          |
| ۱۳۸۹ | چک                   | کاظم راست‌گفتار    | نسترن         |
| ۱۳۸۹ | آقای زرنگ            | اکبر صادقی        | آرزو          |
| ۱۳۸۸ | انسان‌ها              | محسن توکلی        | رؤیا          |
| ۱۳۸۸ | نفر دهم              | محمدجواد کاسه ساز | بهاره         |
| ۱۳۸۸ | ول کن دستمو          | مجتبی چراغعلی     |               |
| ۱۳۸۸ | کات کلانتری          | علی میری رامشه    |               |
| ۱۳۸۷ | مامان بریم خواستگاری | محمدرضا آلادین    |               |
| ۱۳۸۴ | مادر زن سلام         | خسرو ملکان        |               |
| ۱۳۸۱ | باران تند            | اسماعیل جابرزاده  |               |

### مجموعه تلویزیونی
| سال       | نام مجموعه           | کارگردان                   | توضیحات پخش                            |
| --------- | -------------------- | -------------------------- | -------------------------------------- |
| ۱۳۸۱      | روزهای بیاد ماندنی   | همایون شهنواز، تورج منصوری | شبکه ۱                                 |
| ۱۳۸۲      | فقط به خاطر تو       | اکبر منصور فلاح            | شبکه ۳ ۲۵ قسمت پخش در ماه رمضان        |
| ۱۳۸۳      | کمکم کن              | قاسم جعفری                 | شبکه ۲ ۳۰ قسمت پخش در ماه رمضان        |
| ۱۳۸۳      | تب سرد               | علیرضا افخمی               | شبکه ۳ ۲۴ قسمت                         |
| ۱۳۸۳      | غریبانه              | قاسم جعفری                 | شبکه تهران ۱۳ قسمت                     |
| ۱۳۸۳      | مردان کوچک           | اکبر منصور فلاح            | شبکه ۲ ۲۹ قسمت                         |
| ۱۳۸۳      | خوش غیرت             | علی شاه حاتمی              | شبکه ۱ ۱۴ قسمت پخش در نوروز ۸۴         |
| ۱۳۸۴      | او یک فرشته بود      | علیرضا افخمی               | شبکه ۲ ۲۸ قسمت پخش در ماه رمضان        |
| ۱۳۸۴      | کلانتری ۹۹           | سعید عالم زاده             | شبکه تهران ۶۰ قسمت                     |
| ۱۳۸۴      | مسافری از گرونگول    | مرتضی متولی                | شبکه ۲ ۱۳ قسمت کودک و نوجوان           |
| ۱۳۸۴      | کلانتر ۲             | محسن شاه محمدی             | شبکه ۱ ۱۷ قسمت اپیزود مسافر خوشبختی    |
| ۱۳۸۵      | باران بهاری          | مسعود رشیدی                | شبکه ۱ ۱۳ قسمت                         |
| ۱۳۸۵      | بایرام               | مسعود نوابی                | شبکه ۱ ۱۵ قسمت پخش در نوروز            |
| ۱۳۸۵      | سالهای برف و بنفشه   | سعید سلطانی                | شبکه ۳ ۲۰ قسمت                         |
| ۱۳۸۶      | اغما                 | سیروس مقدم                 | شبکه ۱ ۳۰ قسمت پخش در ماه رمضان        |
| ۱۳۸۷      | مثل هیچ‌کس            | عبدالحسن برزیده            | شبکه ۲ ۳۰ قسمت پخش در ماه رمضان        |
| ۱۳۸۸      | ماه عسل              | شاهد احمدلو                | شبکه ۲ ۱۵ قسمت پخش در نوروز            |
| ۱۳۸۸      | دارا و ندار          | مسعود ده نمکی              | شبکه تهران ۱۴ قسمت پخش در نوروز        |
| ۱۳۸۹      | عملیات ۱۲۵ (سری دوم) | محمدرضا آهنج               | شبکه تهران ۱۸ قسمت                     |
| ۱۳۸۹      | قفسی برای پرواز      | یوسف سیدمهدوی              | شبکه ۱ ۳۲ قسمت                         |
| ۱۳۸۹      | ساختمان ۸۵           | مهدی فخیم زاده             | شبکه ۲ ۲۷ قسمت                         |
| ۱۳۹۰      | پنج کیلومتر تا بهشت  | علیرضا افخمی               | شبکه ۳ ۲۴ قسمت پخش در ماه رمضان        |
| ۱۳۹۰      | فرات                 | مازیار میری                | شبکه ۲ ۱۰ قسمت                         |
| ۱۳۹۱      | عملیات ۱۲۵ (سری سوم) | مسعود آب پرور              | شبکه تهران ۲۵ قسمت                     |
| ۱۳۹۱      | یه تیکه زمین         | مهدی کرم پور               | شبکه ۲ ۱۷ قسمت                         |
| ۱۳۹۱      | در بند اروند         | سیامک صرافت                | شبکه ۳ ۷ قسمت                          |
| ۱۳۹۲      | زمانی برای عاشقی     | محمدحسین لطیفی             | شبکه تهران ۱۰ قسمت                     |
| ۱۳۹۳      | برابر با اصل         | سید جلال الدین دری         | شبکه ۱ ۱۴ قسمت                         |
| ۱۳۹۷      | بچه مهندس            | علی غفاری                  | شبکه ۲ ۳۰ قسمت                         |
| ۱۳۹۷      | بهترین نقش زندگی     | محسن دامادی                | شبکه ۳ ۷ قسمت                          |
| ۱۳۹۸      | شش قهرمان و نصفی     | حسین قناعت                 | شبکه تهران(۵) ۱۵ قسمت                  |
| ۱۴۰۱_۱۳۹۷ | گیلدخت               | مجید اسماعیلی              | شبکه ۱                                 |
| ۱۴۰۲–۱۴۰۳ | رستگاری              | مسعود ده نمکی              | شبکه ۲ پخش در عیدنوروز۱۴۰۳ و ماه رمضان |

### تله فیلم
| نام فیلم                         | کارگردان                | نمایش         |
| -------------------------------- | ----------------------- | ------------- |
| یک نفر از میان ما                | حمید عبداللهی نجف آبادی | ۱۳۹۷          |
| تله فیلم خط آبی                  | امین رنجبر              | ۱۳۹۴          |
| آن روی سکه                       | امید آقایی              | ۱۳۹۴          |
| بچه نشو                          | احمد درویشعلی پور       | ۱۳۹۴          |
| یک خواب راحت                     | آرش قادری               | ۱۳۹۳          |
| تله فیلم رمز عبور                | محمد دستگردی            | ۱۳۹۰          |
| تله‌فیلم گنجشک و قناری            | رحیم بهبودی فر          | ۱۳۹۰          |
| تله‌فیلم ول کن دستمو              | مجتبی چراغعلی           | ۱۳۸۸          |
| تله‌فیلم یازده و هفت دقیقه        | رضا حسنی                | ۱۳۸۸          |
| تله‌فیلم سرگرد                    | کاظم معصومی             | فروردین ۱۳۸۷  |
| تله‌فیلم پیوند                    | سعید عالم زاده          | اردیبهشت ۱۳۸۷ |
| تله‌فیلم کابوس                    | سیروس مقدم              | ۱۳۸۷          |
| تله‌فیلم این پرونده مختومه نیست   | مهرداد خوشبخت           | اردیبهشت ۱۳۸۶ |
| تله‌فیلم چند متر آن طرف تر        | فریدون فرهودی           | دی ۱۳۸۶       |
| تله‌فیلم مأموریت بهار             | حسن لفافیان             | بهمن ۱۳۸۶     |
| تله فیلم زمانی برای ماندن        | محمد دستگردی            | ۱۳۸۴          |
| تله‌فیلم مسافر (مجموعه تلویزیونی) | محمد دستگردی            | اردیبهشت ۱۳۸۴ |
| تله‌فیلم آوای زمین                | مهرداد خوشبخت           | تیر ۱۳۸۴      |

### تئاتر
- بسوی سعادت - سال دوم دبیرستان
- خواب خیس ماهی: نقش لاله - کارگردان: پویان درزی

### شبکه خانگی
| نام مجموعه           | کارگردان          | نمایش |
| -------------------- | ----------------- | ----- |
| شام ایرانی           | سعید ابوطالب      | ۱۴۰۴  |
| سریال دادزن          | سیامک خواجه وند   | ۱۳۹۹  |
| مانکن                | حسین سهیلی زاده   | ۱۳۹۸  |
| با تو می‌مانم         | محمدرضا یکانی     | ۱۳۹۷  |
| در راه خانه عروس     | افشین صادقی       | ۱۳۹۳  |
| باران تابستانی       | رضا محمدی         | ۱۳۹۴  |
| پلکان مرگ            | عباس مرادیان      | ۱۳۹۴  |
| تهران دربست          | سپهر محمدی        | ۱۳۹۴  |
| بلوف                 | محسن درمنش        | ۱۳۹۳  |
| تتل و راز صندوقچه    | وحید گلستان       | ۱۳۹۲  |
| نفوذ(سریال اینترنتی) | آرش تیمورنژاد     | ۱۳۹۲  |
| شاه دزد              | سیدمحسن میرحسینی  | ۱۳۹۱  |
| کات کلانتری          | علی میری رامشه    | ۱۳۹۰  |
| آقای زرنگ            | اکبر صادقی        | ۱۳۸۹  |
| الم شنگه             | حسن قناعت         | ۱۳۸۹  |
| نفر دهم              | محمدجواد کاسه ساز | ۱۳۸۸  |
| مامان بریم خواستگاری | محمدرضا آلادین    | ۱۳۸۷  |